# Peter Daser
Peter Daser (* 1971 in Salzburg) ist ein österreichischer Radio-Journalist und Redakteur im Ressort Innenpolitik der ORF-Radio-Information.

## Leben
Nach seiner Schulzeit in Tirol und der Matura an der Deutschen Schule Paris studierte Daser an der Universität Innsbruck und in Nizza das Fach Internationale Wirtschaftswissenschaften. Er schloss sein Studium 1998 ab. 
Bereits während seines Studiums war er ab 1995 als freier Mitarbeiter im Aktuellen Dienst des ORF-Landesstudios Tirol tätig. Für eine Radioreportage über die Lawinenkatastrophe von Galtür im Februar 1999 wurde er 2000 mit dem Tiroler Journalismuspreis ausgezeichnet. Im selben Jahr wechselte Daser ins Wiener Funkhaus, und zwar ins Wirtschaftsressort der Radio-Information. Im Herbst 2001 war er Media-Fellow an der Duke University, North Carolina, USA. Seit 2006 ist Daser Mitglied der innenpolitischen Redaktion im ORF-Radio.
Er gestaltet Beiträge, Interviews und Sendungen für die Nachrichten und Journale auf Ö1, Ö3 und den ORF-Regionalradios. Peter Daser ist auch ORF-Redakteursvertreter. Am 24. Mai 2012 wurde ihm durch Bundespräsident Heinz Fischer der Robert-Hochner-Preis, verliehen von der Journalistengewerkschaft, übergeben.

## Auszeichnungen
- 2000: Tiroler Journalismuspreis[6]
- 2012: Robert-Hochner-Preis für exzellente Vorbereitung, erstklassige Recherche und journalistische Beharrlichkeit[7][8]